# Микулин, Глеб Александрович
Глеб Александрович Микулин (04.08.1890—30.12.1975) — русский офицер Лейб-Гвардии Петроградского полка, участник Первой мировой войны и Гражданской войны, кавалер Георгиевского оружия (1917 года).

## Биография
Православный, из дворян, общее образование получил в Саратовском Александро-Мариинском реальном училище, военное — в Александровском военном училище, ускоренный 4-х месячный курс военного времени по 1 разряду.
Участник Первой мировой войны — командир 15 ротой, начальник учебной команды с 1 октября 1916 года — Лейб-гвардии Петроградский полк.
Награждён Георгиевским оружием за то, что

"… 15.07.1916 года при штурме полком укрепленных позиций у кол. Курган, приняв роту, личным примером вывел её из окопов, под ураганным огнем тяжелой, легкой артиллерии и пулеметов, довел до штыкового удара и овладел второй линией окопов противника, чем и способствовал успеху соседних частей полка.
Нижний чин с 3 сентября 1915 года, прапорщик с 1 января 1916 года, со старшинством с 1 января 1916 года, подпоручик с 28 сентября 1916 года, со старшинством с 1 сентября 1915 года. Находился в военном походе с 18 марта 1916 года, ранен 15 июля 1916 года.
В Добровольческой армии и ВСЮР, с сентября 1918 года в 15-й роте 1-го Офицерского (Марковского) полка, с 28.09.1918 года в Сводно-гвардейском полку. Участник Бредовского похода. Эвакуирован к маю 1920 г. в Зеленик (Югославия). 08.09.1920 г. прибыл на пароходе «Владимир» в Крым, капитан. В эмиграции проживал во Франции. Умер 30.12.1975 года в Монморанси (Франция).

## Награды
- Георгиевское оружие — Российский государственный военно-исторический архив, приказы Армии и Флоту за февраль месяц 1917 г., Высочайший приказ от 10.02.1917 г.